# Mötesplats (militär)

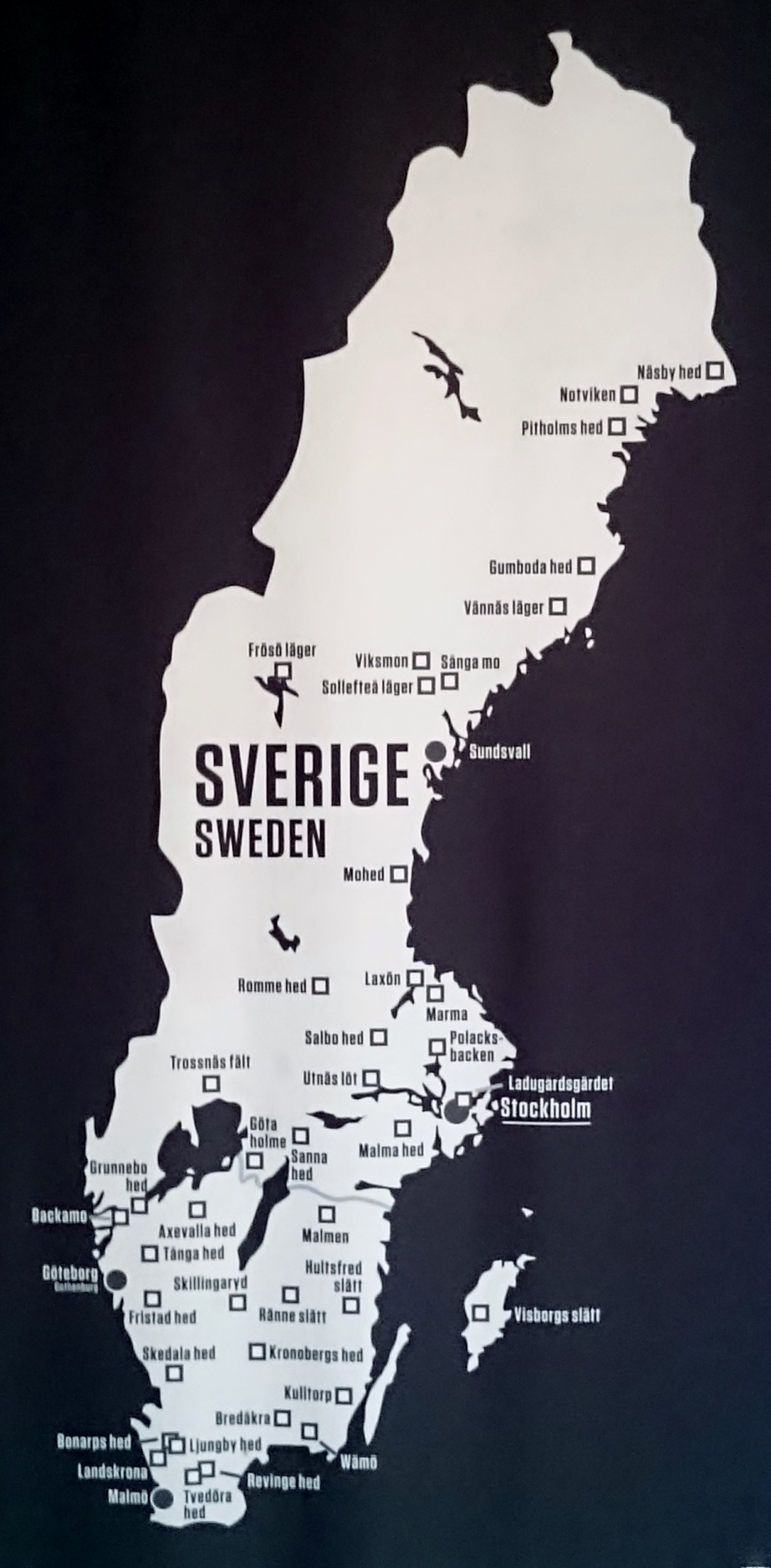
Militära mötesplatser och övningshedar under 1800-talet i Sverige.

Mötesplats, lägerplats eller exercished var en plats där soldater eller båtsmän samlades inför mönstring i vapen- och trupptjänst eller avresa. Platsen, kallad i regel för hed, var vanligtvis på en ganska stor och öppen plats i landskapet som medgav trupprörelser och större förflyttningar i övningshänseende, av tross, manskap och hästar.

## Armén
Mötesplatsen var en kronan ägd eller arrenderad plats, som var upplåten till övningsplats för någon avdelning av de indelta trupperna eller beväringen. Enligt Karl XI:s förordning av 20 oktober 1680 skulle de indelta truppernas årliga sammandragning ske "på en slätt och tjänlig plats vid någon skog eller kronones jägarebacka, hvarest regementet campera kan". Ursprungligen skedde sammandragningarna endast under någon eller några dagar per år för mönstring av trupperna, övandet var ytterst rudimentärt. De enskilda kompanierna mönstrades vanligen även på särskilda kompanimönstringsplatser. Efterhand uppfördes förrådshus, sjukhus och en "salong" för officerarna. På många ställen kom dock sådana byggnader till stånd först vid övergången till 1800-talet, särskilt sedan beväringarna 1813 började mönstras vid dessa platser. Vid mitten av 1800-talet började man uppföra barackbyggnader och senare tillkom allt flera byggnader av olika slag, bland vilka förrådsbyggnaderna var de viktigaste. I den mån kaserner (vanligen i städerna) bli färdiga, övergavs mötesplatserna.

## Marinen
Den plats där båtsmännen inom varje korpralskap på order samlades vid avresa till eller återkomst från stationerna samt till generalmönstring, inspektion m. m

## Arméns mötesplatser under indelningsverket
| Mötesplats       | Län                                                | Aktivt          | Använt av | Bild |
| ---------------- | -------------------------------------------------- | --------------- | --- | ---- |
| Axevalla hed     | Axvall, Skara kommun, Västra Götalands län         | 1701–1916       | Skaraborgs regemente åren 1729–1913, Västgöta regemente åren 1701–1916. Skaraborgs regementes läger är i stort bevarat och i delar av det huserade tidigare Pansarmuseet i Axvall. Västgöta regementes läger rymmer nu Axevalla folkhögskola. I lägerhyddorna från 1903 finns i dag Garnisonsmuseet Skaraborg, ett av Statens Försvarshistoriska museers museum. |      |
| Backamo          | Uddevalla kommun, Västra Götalands län             | 1724–1913       | Bohusläns regemente. Började delvis att användas 1724 som mötesplats och helt från 1770. Lägerplatsen vid Backamo är relativt intakt, medan den före detta exercisheden används som flygfält, Backamo flygfält. |      |
| Bonarps hed      | Klippans kommun, Skånes län                        | 1772–1913       | Kronprinsens husarregemente åren 1772–1913, Norra skånska infanteriregementet åren 1812–1823. Förläggning skedde i kantoneringskvarter, det vill säga i kringliggande gårdar, varför endast marketenteri och officerpavilong uppfördes. Sedan 1927 återfinns en minnessten i röd granit längs huvudvägen i byn Bonnarp som erinrar om den forna mötes- och lägerplatsen. |      |
| Bredåkra         | Ronneby kommun, Blekinge län                       | 1888–1916       | Blekinge bataljon åren 1888–1901, Karlskrona grenadjärregemente åren 1902–1916. Sedan 1944 utgör större delen av lägerplatsen samt exercisheden som flygplats, Kallinge flygplats |      |
| Fristad hed      | Fristad, Borås kommun, Västra Götalands län        | 1745–1914       | Älvsborgs regemente. Större delen av exercisheden förvandlades under 1960-talet och 1970-talet till ett industriområde. Medan kvarvarande byggnader i lägret användas sedan 1923 av Fristads folkhögskola. |      |
| Frösö läger      | Frösö, Östersunds kommun, Jämtlands län            | 1682–1910       | Jämtlands fältjägarregemente åren 1682–1910, Jämtlands hästjägarkår åren 1685–1893. Sedan 1926 utgör större delen av lägerplatsen samt exercisheden företagspark och flygplats, Frösö flygplats |      |
| Grunnebo hed     | Grunnebo, Vänersborgs kommun, Västra Götalands län | 1863–1906       | Västgöta-Dals regemente åren 1863–1906. Efter att regementet lämnade mötes- och lägerplatsen fanns där ett 40-tal byggnader, vilka såldes och flyttades. Bland annat såldes soldathemmet och flyttades till Brålanda där det används av Svenska Missionskyrkan. Efter flytten restes en minnessten som erinrar om den forna mötes- och lägerplatsen. |      |
| Gumboda hed      | Gumboda, Robertsfors kommun, Västerbottens län     | 1648–1897       | Västerbottens regemente åren 1648–1897. Inga av de ursprungliga byggnaderna återstår på platsen. Dock så finns en minnessten rest som erinrar om den forna mötes- och lägerplatsen. |      |
| Hultsfreds slätt | Hultsfred, Hultsfreds kommun, Kalmar län           | 1797–1918       | Kalmar regemente åren 1797–1918. Officersmässan, Trianon, flyttade med regementet till dess förläggningsplatser och återfinns sedan 1921 i Eksjö. Sedan 1927 återfinns en minnessten längs huvudvägen i samhället som erinrar om den forna mötes- och lägerplatsen. |      |
| Kronobergs hed   | Moheda, Alvesta kommun, Kronobergs län             | 1778–1919       | Kronobergs regemente åren 1778–1919. På den före detta exercisheden finns bland annat en skola, ett flygfält, en golfbana och ett vandrarhem/kursgård. Sedan 1919 återfinns en minnessten på lägerplatsen som erinrar om den forna mötes- och lägerplatsen. |      |
| Kulltorp         | Kalmar kommun, Kalmar län                          | 1844–1883       | Kalmar regemente: mötes- och lägerplats regementes beväringsmanskap i Norra Möre härad och Södra Möre härad samt på Öland. I samband med att Kulltorp övergavs som mötes- och lägerplats försvann även byggnaderna. Sedan 1934 återfinns en minnessten längs huvudvägen i byn Kulltorp som erinrar om den forna mötes- och lägerplatsen. |      |
| Ladugårdsgärdet  | Stockholms kommun, Stockholms län                  | 1672–1927       | Livregementets dragoner åren 1828–1927. Ladugårdsgärdet, eller Gärdet som det kallas idag, har varit övningsplats åt ett flertal regementen. År 1928 upphörde militären att öva på gärdet. Sedan 1962 återfinns en minnessten som erinrar om den forna mötes- och lägerplatsen. |      |
| Ljungby hed      | Klippans kommun, Skånes län                        | 1658–1901       | – |      |
| Laxön            | Älvkarleby kommun, Uppsala län                     | 1885–1985       | Svea ingenjörregemente åren 1885–1985. Laxön var övningsplats för ingenjörtrupperna, där det bland annat fanns ursprungligen 14 hyddor, då med gransris som tak. Hyddan på bilden är den enda av sitt slag som finns bevarad i Sverige |      |
| Malmslätt        | Östergötlands län                                  | 1600-talet–1901 | – |      |
| Malma hed        | Södermanlands län                                  | 1774–1921       | Södermanlands regemente åren 1774–1921. Flera militära byggnader kvarstår på platsen, bland annat den barack som idag inhyser Museet Malmahed. Platsen har använts för olika gymnastik- och idrottsläger, frikyrkliga tältmöten, cirkusföreställningar, nöjesfält, utställningar och marknader. Sedan 1927 återfinns en minnessten framför stadshuset i Malmköping som erinrar om den forna mötes- och lägerplatsen. |      |
| Mohed            | Söderhamns kommun, Gävleborgs län                  | 1689–1908       | Hälsinge regemente åren 1774–1908. År 1911 överlämnades dess mark och byggnader till länet. Flera militära byggnader kvarstår på platsen. Platsen inhyste senare ett Sanatorium åren 1914–1950-talet. Sedan 1908 återfinns en minnessten på heden som erinrar om den forna mötes- och lägerplatsen. |      |
| Notviken         | Norrbottens län                                    | 1883–1901       | – |      |
| Pitholms hed     | Norrbottens län                                    | 1833–1883       | – |      |
| Polacksbacken    | Uppsala län                                        | 1680–1901       | – |      |
| Revinge hed      | Skånes län                                         | 1886–1901       | – |      |
| Romme hed        | Dalarnas län                                       | 1796–1901       | – |      |
| Ränne slätt      | Jönköpings län                                     | 1600-talet–1901 | – |      |
| Salbo hed        | Västmanlands län                                   | 1779–1906       | Västmanlands regemente åren 1779–1906, Västmanlands trängkår åren 1904–1906. Efter att heden lämnades kvarlämnades ett 40-tal byggnader. Större delen av exercisheden förvandlades till åker och ängsmark. Medan större delen av byggnaderna i lägret övergick användas åren 1916–1922 som alkoholistanstalt, åren 1922–1949 som Statens uppfostringsanstalt för sinnesslöa Gossar, åren 1949–1984 som Statens skol- och yrkeshem på Salbohed och sedan 1984 som Salbohedskolan. En minnessten finns rest i det före detta lägret som erinrar om den forna mötes- och lägerplatsen.                                          |      |
| Sanna hed        | Kumla kommun, Örebro län                           | 1812–1913       | Närkes regemente åren 1812–1892, Livregementets grenadjärer åren 1892–1913, Livregementets husarer åren 1843–1905. Efter att de två livregementena lämnade Sannahed kvarlämnades ett 40-tal byggnader, vilka med tiden revs, såldes och flyttades. På hedens norra del återfinns de kvarvarande byggnaderna, bland annat grenadjärernas officersmäss. Bland flyttade byggnader återfinns bland annat en lägerhydda vid grenadjärernas kasernetablissement i Örebro. Sedan 1920 återfinns en minnessten på södra delen av heden och sedan 1921 även på norra delen av heden som erinrar om den forna mötes- och lägerplatsen. |      |
| Skedala hed      | Halmstads kommun, Hallands län                     | 1857–1906       | Hallands bataljon åren 1857–1901, Hallands regemente åren 1902–1906. Efter att regementet flyttade till Halmstad, kom exercisheden att användas i mindre omfattning fram till 1980-talet. Byggnaderna i lägret har under 1900-talet flyttats, bränts ner eller rivits. Sedan 1959 återfinns en minnessten i Skedala hed som erinrar om den forna mötes- och lägerplatsen. |      |
| Skillingaryd     | Jönköpings län                                     | 1777–1901       | – |      |
| Sollefteå läger  | Västernorrlands län                                | 1899–1911       | – |      |
| Sånga mo         | Sollefteå kommun, Västernorrlands län              | 1846–1898       | – |      |
| Trossnäs fält    | Värmlands län                                      | 1832–1901       | – |      |
| Tvedöra hed      | Lunds kommun, Skånes län                           | 1823–1888       | Södra skånska infanteriregementet, Kronprinsens husarregemente, Skånska dragonregementet |      |
| Utnäs löt        | Västmanlands län                                   | 1780–1893       | – |      |
| Visborgs slätt   | Gotlands län                                       | 1875–1901       | – |      |
| Vännäs läger     | Västerbottens län                                  | 1900–1909       | Västerbottens regemente åren 1900–1909. Efter att Västerbottens regemente lämnade lägret, kom det åren 1927–1945 utgöra flygfält till Jämtlands flygflottilj. År 1928 såldes delar av lägerområdet till Vännäs köping och 1950 köpte även Vännäs köping den del som flygfältet ligger på. År 1985 byggnadsminnesförklarades delar av lägret. |      |
| Wämö             | Karlskrona, Blekinge län                           | 1600-talet–1910 | Slätten togs i bruk under 1600-talet som övningsplats, men den har även använts som begravningsplats där offer för Karlskronafebern (1788-1790) och fältsjukan i Göternes läger (1808-1809). Efter att armén lämnade mötes- och lägerplatsen, så kom den 1910 att invigas som en kombinerad natur-, kultur- och nöjespark. |      |